# SASSAM
SASSAM är en förkortning för Strukturerad Arbetsmetodik för Sjukfallshantering och SAMordnad rehabilitering. Det är en strukturerad metodik inom ohälsoområdet som bygger på en kartläggning och kopplade utbildningar. Metoden är ett resultat av ett mångårigt utvecklingsarbete vid Försäkringskassan.

## Kartläggning
Vid framför allt upprepad korttidsfrånvaro görs en kartläggning utifrån ett dokument som brukar kallas SASSAM-karta. Metoden tillämpas i sjukförsäkringshandläggningen inom Försäkringskassan, men används också av andra aktörer inom ohälsoområdet, framför att Företagshälsovården. SASSAM-kartan är ett fyrsidigt dokument som innehåller elva utredningsområden, med fokus på både individ och omgivning. Till kartläggning kopplas fortbildningspaket för de individer som behöver se över sina hälsovanor.
De elva områdena utreds i fyra steg:
- Objektiv information
- Analys av hinder
- Analys av resurser
- Sammanfattning

## Utvecklingsarbetet
Bland de tjänstemän som varit delaktiga i metodframtagande kan nämnas Staffan Marklund, professor i arbetshälsovetenskap vid Karolinska Institutet, som varit vetenskapliga rådgivare, Kerstin Ekberg, professor i arbetslivsinriktad rehabilitering, vid Linköpings universitet och Sven-Olof Krafft, specialist i rehabiliteringsmedicin, försäkringsöverläkare vid Försäkringskassan i Västra Götaland. Krafft har varit både initiativtagare och projektledare vid framtagandet av metoden.